# Zamioculcas
A Zamioculcas a kontyvirágfélék (Araceae) családjának egyik nemzetsége, melynek egyetlen faja a Zamioculcas zamiifolia. Ez egy trópusi, évelő növény, mely Kelet-Afrikában őshonos.

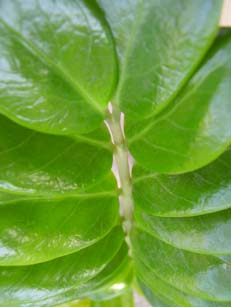
Levélkék közelről

Tudományos neve a cikászok Zamia nemzetségéhez való felületes hasonlóságára utal, innen ered a köznyelvben használatos zámia megnevezés. Rendszertani szinonimái többek között a Caladium zamiaefolium, a Zamioculcas loddigesii és a Z. lanceolata. Az elterjedt magyar neve agglegénypálma vagy zamiopálma, de ismert még mint legénypálma, „zámia”, „zami”, „ZZ-pálma” is.

## Megjelenése
Lágyszárú növény, mely 45–120 cm magasra nő, vaskos föld alatti, szukkulens gyöktörzzsel. Örökzöld, ám aszály idején lombhullatóként viselkedhet. Az ilyen időszakokat a nagy, burgonyaszerű gyöktörzsében tárolt víz segítségével képes átvészelni. A levelek párosan szárnyasan összetettek, 40–60 cm hosszúak, 6-10 darab 7–15 cm-es levélkepárral. Felszínük sima, fényes, színük sötétzöld. Virágai 5–7 cm-es, sárgásbarna vagy bronzszínű torzsavirágzaton fejlődnek, a levelek között részben elrejtve. Nyár közepétől kora őszig virágzik. Elfogyasztva a növény minden része mérgező.

## Dísznövényként

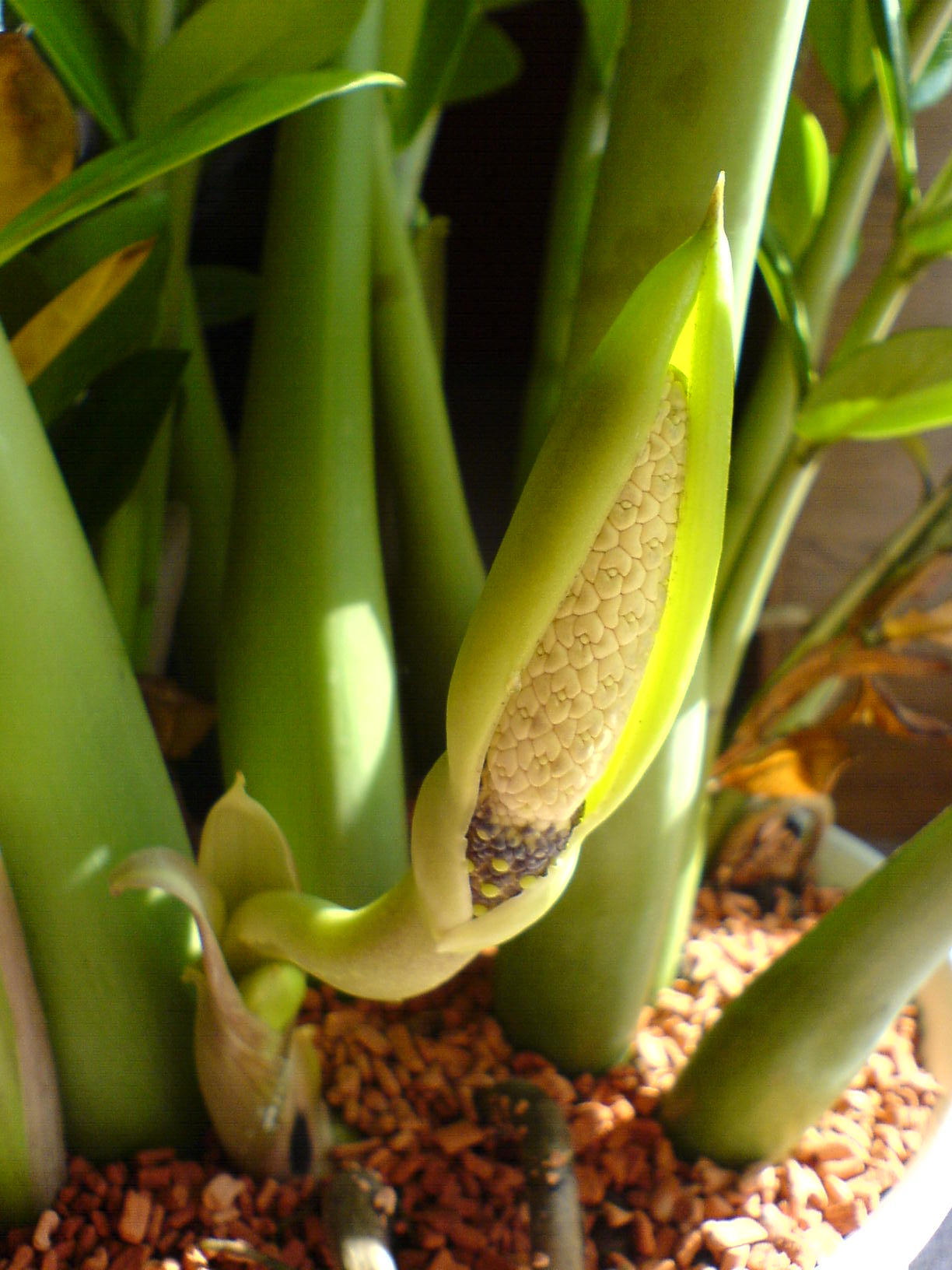
Zamioculcas zamiifolia virágzata

A Zamioculcast dísznövényként is tartják, főleg szép, fényes levélzete miatt. Szabadban is tartható, ha a hőmérséklet nem csökken 15 °C alá. Legszebben 18-26 °C között növekszik. A magas hőmérséklet fokozott levélfejlődéshez vezet. Mérsékelt övi területeken szobanövényként népszerű különleges alakja miatt, és mert irodákban, túlfűtött lakótelepi lakásokban is szépen fejlődik, nagyon strapabíró. A túlöntözés könnyen elpusztíthatja, inkább túl kevés, mint túl sok vizet adjunk neki. Levélfényesítők használata nem ajánlott. Cserepes példányoknál havonta egyszer tápoldat adható, az előírt töménység negyede vagy nyolcada javasolt. Az erős, szórt fényt kedveli, de a nagyon sötét helyeket is elviseli. Rövid ideig a közvetlen napsütést is kibírja, melegebb területeken kora reggel, hűvösebb éghajlaton reggel vagy délután.
Szűk cserépben szebben fejlődik, csak akkor ültessük át, ha a gyökerei szinte „kibuggyannak” a cserépből. Átültetéskor semleges (B típusú) virágföldet kell használni. Ekkor néhány régebbi levelet elveszíthet, de hamar megerősödik, és sok újat hoz. Túl nagy cserépbe ültetve az intenzív gyökérképződés miatt levelei elsatnyulnak, le is hullhatnak, és csak hosszú idő után lesznek újra szépek.
A Z. zamiifolia levéldugványozással szaporítható. Általában a leválasztott levélkéket az alsó részükkel lefelé ültetik a szemcsés, nedves komposztba, és a cserepet nylonzacskóval borítják. A levélkék elpusztulhatnak, de a talajban apró gyöktörzsszerű képletek jönnek létre, melyek elültetve új leveleket hoznak.

## Felhasználás
Elterjedt irodai dísznövény igénytelensége és szívóssága miatt. Képes megkötni a levegőben található veszélyes anyagokat 0.01 mol/(m² nap) mennyiségben.
Eredeti élőhelyén a növény leveleit Ghána őserdeinek „sámánjai” súlyos gyomorfájás gyógyítására használják. Nagy mennyiségben fogyasztva halálos lehet. Kávéval együtt termesztve viszont igen erős pszichedelikus hatása lesz, melyet Ghánában szintén ismernek.
Egyéb súlyos fájdalmak csillapítására is használatos, ám a keverék pontos összetételét az őserdei törzseken kívül nem ismerik.